# AD Bairro
La Associação Desportiva do Bairro Craveiro Lopes es un equipo de fútbol del barrio de Craveiro Lopes, en la ciudad Praia de la isla de Santiago de Cabo Verde. Juega en el campeonato regional de Santiago Sur. 
También posee una sección de baloncesto que fue fundada en 1975

## Historia
El equipo de fútbol fue creado a finales de los años 60, y comenzó jugando en la segunda división hasta que en el año 1990 ascendió a la primera división de la liga de Santiago, de la que viene disputando ininterrumpidamente desde el 1992. Su mejor actuación fue en el año 2008, en el cual clasificó para el campeonato nacional llegando hasta las semifinales, donde fue eliminado por el Sporting Clube da Praia.

## Estadio

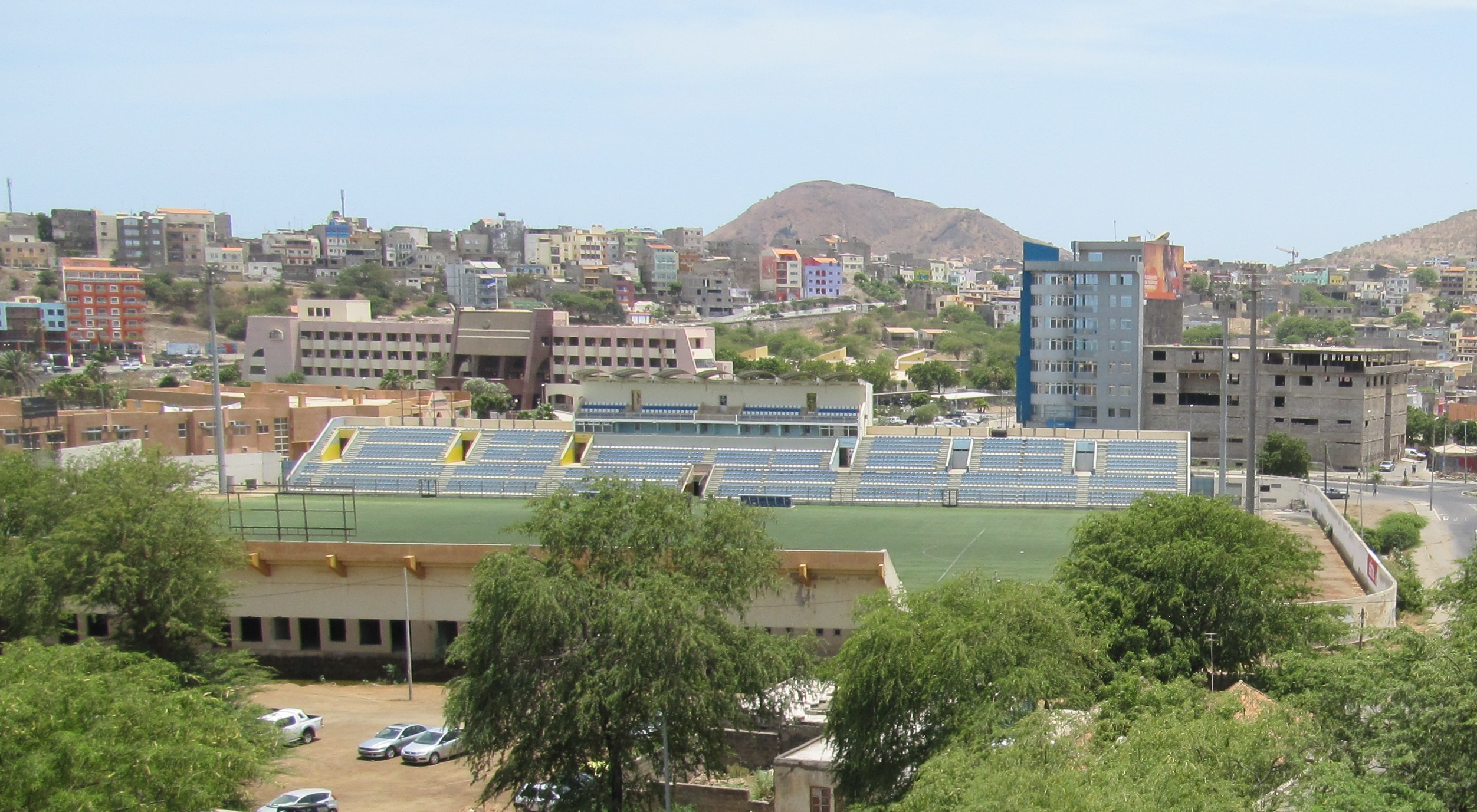
Estadio de Várzea.

El AD Bairro juega en el estadio de Várzea, el cual comparte con el resto de equipos de la ciudad, ya que en él se juegan todos los partidos del campeonato regional de Santiago Sur. Tiene una capacidad para 8.000 espectadores.
Los entrenamientos son realizados en el estadio de Várzea.

## Palmarés
- Copa de Praia (1): 1995

## Jugadores y cuerpo técnico

### Jugadores internacionales
- Zé Piguita
- Fufuco
- Kuca
- Tchesco
- Willito Fernandes

## Otras secciones

### Baloncesto
El equipo de baloncesto del AD Bairro ha sido el primer equipo caboverdiano en jugar la liga de campeones africanos en el año 2015 donde finalizó en octava posición.